# 本特
本特是葡萄牙布拉加区的一个堂区。总面积1.3平方公里，总人口959人，人口密度737.7人/平方公里。